# بعضی شب‌ها (ترانه)
«بعضی شب‌ها» (به انگلیسی: Some Nights) یک تک‌آهنگ از گروه موسیقی آلترنتیو راک فان است که در سال ۲۰۱۲ میلادی منتشر شد.
این تک‌آهنگ در چارت‌های ، استرالیا، نیوزلند، در رتبه اول و در چارت‌های ایتالیا، ایرلند، سوئد، اتریش، بریتانیا، جزو ده ترانه اول قرار گرفت.